# VIDEO CLIPS
VIDEO CLIPS（ビデオ・クリップス）は、日本の歌手清木場俊介のビデオ・クリップ集である。2008年2月6日発売。

## 内容
清木場俊介初のベストクリップ集。
ソロデビュー曲「いつか…」から8thシングル「SAKURA」までのシングル曲（5thシングル「天国は待ってくれる」を除く）に加え、EXILE在籍時代に発表された「ありがとう」やライブの代表曲「唄い人」のミュージック・ビデオが収録されている。
2008年2月18日付のオリコン映像ランキングで10位を記録した。

## 収録曲
1. ありがとう
ソフト化は初。
2. いつか…
3. なにもできない
以上2曲はシングル『いつか…』の特典DVDでは、1つのストーリーとして収録されており、収録順としては逆となる。
4. さよなら愛しい人よ…
5. 唄い人
ソフト化は初。
6. 人間じゃろうが!
7. believe
8. 五日間……バックレよう
9. 最後の夜
ソフト化は初。
10. SAKURA Recording Version
11. SAKURA
ソフト化は初。